# シラノ・ド・ベルジュラック (1950年の映画)

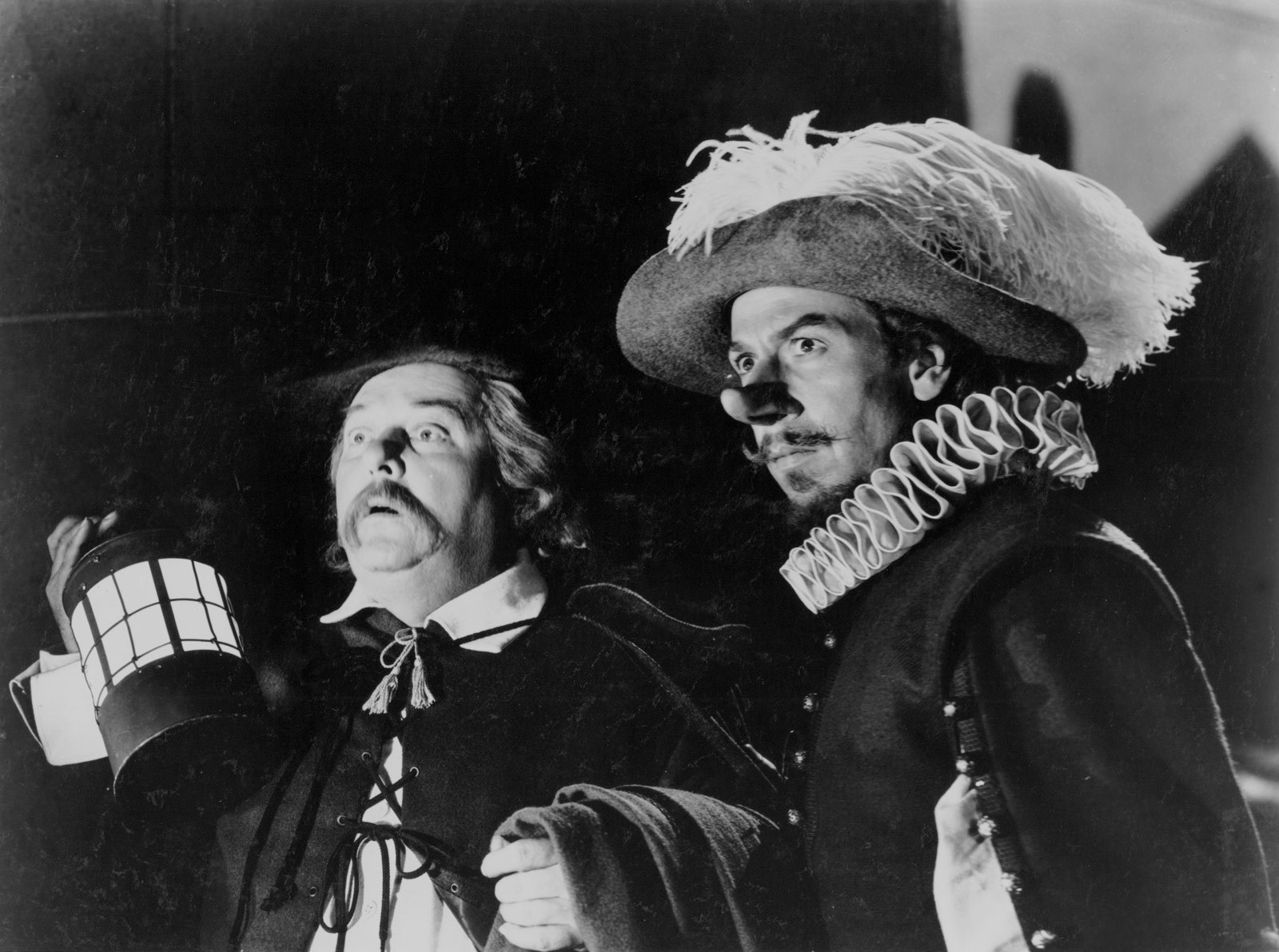
ロイド・コリガン(左)とホセ・フェラー

『シラノ・ド・ベルジュラック』（Cyrano de Bergerac）は、マイケル・ゴードン監督、スタンリー・クレイマー製作による1950年のアメリカ合衆国の恋愛映画である。エドモン・ロスタンの1897年のフランス語の同名の戯曲を原作としており、ブライアン・フッカーによる1923年の英訳版を基にカール・フォアマンが脚本を執筆した。
シラノ・ド・ベルジュラック役を務めたホセ・フェラーは第23回アカデミー賞主演男優賞を獲得した。
1980年代半ばにパブリックドメインとなった。

## キャスト
- ホセ・フェラー
- マーラ・パワーズ（英語版）
- ウィリアム・プリンス
- モリス・カルノフスキー（英語版）
- ラルフ・クラントン（英語版）
- ロイド・コリガン
- ヴァージニア・ファーマー
- エドガー・バリア（英語版）
- エレナ・ヴェルダゴ（英語版）
- アルバート・カヴェンズ（英語版）
- アーサー・ブレイク
- ドン・ベドー
- パーシー・ヘルトン（英語版）
- フランシス・パーロット（英語版）

## 受賞とノミネート
| 賞・映画祭                               | 部門                    | 対象                           | 結果       |
| ---------------------------------------- | ----------------------- | ------------------------------ | ---------- |
| アカデミー賞                             | 主演男優賞              | ホセ・フェラー                 | 受賞       |
| ゴールデングローブ賞                     | 作品賞                  | スタンリー・クレイマー         | ノミネート |
| ゴールデングローブ賞                     | 主演男優賞 (ドラマ部門) | ホセ・フェラー                 | 受賞       |
| ゴールデングローブ賞                     | 撮影賞 (白黒部門)       | フランク・プラナー             | 受賞       |
| ゴールデングローブ賞                     | 新人賞                  | マーラ・パワーズ               | ノミネート |
| 全米監督協会賞                           | 映画監督賞              | マイケル・ゴードン             | ノミネート |
| アメリカン・フィルム・インスティチュート | 情熱的な映画ベスト100   | 『シラノ・ド・ベルジュラック』 | ノミネート |